# Estación Colchagua
Colchagua, es una estación ferroviaria ubicada en la comuna de Palmilla, en la localidad de Colchagua, que fue construida con el Ferrocarril del Ramal San Fernando - Pichilemu. El ramal actualmente se encuentra operativo hasta Peralillo. 
Hasta 2009, de San Fernando salía el Tren del Vino, servicio turístico que corría hasta la localidad de Santa Cruz.
El Decreto Supremo 192, del 13 de abril de 1993 y suscrito por el presidente Patricio Aylwin y el ministro de educación Jorge Arrate Mac Niven, declaró a la Estación Colchagua como monumento nacional de Chile. "La estación de Colchagua conserva aún la casa estación y una gran bodega y su construcción data de 1875", expresaba el decreto. También fueron nombrados monumentos nacionales la Estación Pichilemu y la Estación Placilla.